# برينت فيشر
برينت فيشر (بالإنجليزية: Brent Fischer)‏ هو قائد فرقة ‏ وملحن أمريكي، ولد في 13 يوليو 1964 في لوس أنجلوس في الولايات المتحدة.

## وصلات خارجية
- برينت فيشر على موقع ميوزك برينز (الإنجليزية)
- برينت فيشر على موقع ديسكوغز (الإنجليزية)